# Eupithecia subrubescens
Eupithecia subrubescens là một loài bướm đêm trong họ Geometridae.